# Muscle élévateur de la lèvre supérieure et de l'aile du nez
Le muscle élévateur de la lèvre supérieure et de l'aile du nez (ou muscle élévateur commun de la lèvre supérieure et de l’aile du nez ou muscle releveur naso-labial ou muscle releveur superficiel ou muscle élévateur superficiel ou chef angulaire du muscle quadrilatère de la lèvre supérieure) est un muscle facial cutané pair placé sur le bord de l'aile du nez.

## Description
Le muscle élévateur de la lèvre supérieure et de l'aile du nez est un muscle pl situé dans le sillon naso-génien entre le nez et la joue. Il est plus large dans sa partie inférieure.

## Origine
Le muscle élévateur de la lèvre supérieure et de l'aile du nez nait sur la face externe du processus frontal du maxillaire.

## Trajet
Le muscle élévateur de la lèvre supérieure et de l'aile du nez se porte en bas et un peu obliquement en dehors et se divise en deux faisceaux : médial et latéral

## Insertion
Le muscle élévateur de la lèvre supérieure et de l'aile du nez se termine pour :
- le faisceau médial, sur la face profonde de la peau du nez au niveau du cartilage de l'aile du nez
- le faisceau latéral, sur la face profonde de la peau de la lèvre supérieure.

## Innervation
Le muscle élévateur de la lèvre supérieure et de l'aile du nez est innervé par des rameaux zygomatiques du nerf facial

## Action
Le muscle élévateur de la lèvre supérieure et de l'aile du nez attire vers le haut l'aile du nez et la lèvre supérieure, dégageant les dents.

## Rapports
Recouvert par la peau et à son sommet par le muscle orbiculaire de l'œil, le muscle élévateur de la lèvre supérieure et de l'aile du nez recouvre le processus montant du maxillaire et le muscle transverse du nez.

## Galerie

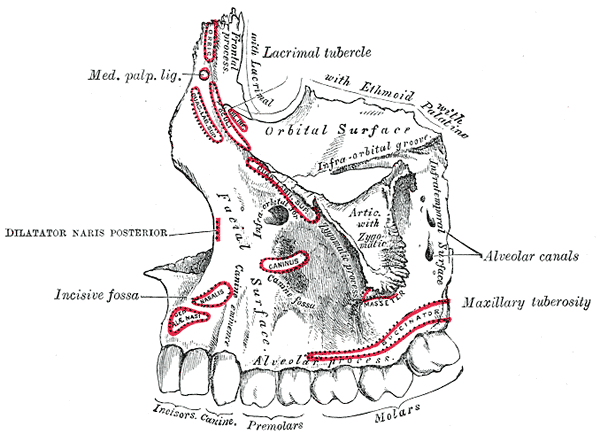